# Agerhøne
Agerhønen (latin: Perdix perdix) er en fasanfugl i det åbne landskab. Den er yndet jagtvildt og bliver i det samme område året rundt. Den er den næstmindste hønsefugl, der lever vildt i Danmark, hvor den desuden er naturligt hjemmehørende. Den findes i store dele af Mellemeuropa samt England. De nordligste forekomster er den centrale del af Sverige og Sydnorge.

## Udseende
Agerhønen er lille, buttet og grålig med rødbrune farver på kind og vinge. På nederste del af brystet er en mørkebrun plet ("brystskjoldet"). Den er 28-32 cm. lang, vejer 350-450 g. og har et vingefang på 45 – 48 cm.

### Forveksling
Agerhønen er svær at forveksle med andre arter. De fugle der ligner mest er fasanhøner, som er større og har længere hale, og vagtler, som er mindre.

## Levevis
De forekommer naturligt i Danmark modsat fasaner, der er indført og stadig må udsættes. Arten er standfugl i Danmark.
Agerhøns er udpræget markfugle: De lever i agerlandet, på marker, enge osv. De var rimeligt almindelige over hele landet, men er nu gået kraftigt tilbage pga. de ensformige landskaber, som skabes af industrielt landbrug med monokultur. Dette skyldes bl.a. agerhønsenes behov for afvekslende land med mange forskellige afgrøder og ledelinjer. Agerhøns er en af de arter, der er hårdest ramt af strukturændringerne i landbruget.

### Ynglemåde
Agerhøns anbringer deres reder på jorden i græs og urtevegetationen eller i lodne grøfter. I maj/juni lægger de 10-20 æg og ruger i 23-25 dage. Fra ungerne kommer ud af æggene til de er flyvefærdige går der kun godt to uger, hvoraf de bliver i reden i ca. 12 dage. Agerhøns er monogame, og hannen og hunnen er fælles om pasningen af ungerne. De træffes derfor ofte i flok. Ungerne holder sammen med forældrefuglene hele vinteren og forlader først familieflokken ved udparringen om foråret for at etablere sig i egne yngleterritorier. Parrene tolererer typisk ikke andre agerhøns i samme territorium. 

### Føde
Agerhøns lever af frø og skud, som de finder på markerne. De er meget afhængige af en vis mængde urter på markerne. Ud over planteføden tager agerhønsene insekter og edderkopper – specielt i yngletiden. Kyllingerne er helt afhængige af insekter og anden dyrisk føde de første 2-3 leveuger. 

### Nedgang i bestanden
Både afvekslende urtevegetation og insekter betegnes i et landbrug med monokultur ofte som hhv. "ukrudt" og "pest" og bekæmpes med sprøjtemidler. Dette fjerner fødegrundlaget for agerhøns. Helsprøjtede marker huser derfor ikke agerhøns og dette anses for at være den primære grund til, at bestanden de sidste 50 år er gået kraftigt ned i hele Europa, fra ca. 100.000 til 20-30.000 par. Omvendt vil en øget omlægning til økologisk landbrug have en positiv indflydelse på bestandudviklingen.  Ynglebestanden er vurderet som sårbar på den danske rødliste.

### Prædation og andre farer
Rederne er ofte udsat for ræv og gråkrage. Dødeligheden blandt voksne fugle er 80%, så bestandene på agerhønsene kan ofte være ganske store, ca. 8 unge fugle pr. hønsepar. Kyllingerne er desuden omkring klækningstidspunktet meget afhængige af vejrliget, hvorfor agerhønen kan lægge om, hvis en rede går tabt.

## Jagt
Agerhøns er yndet jagtvildt, hvorfor der også foregår en del opdræt og udsætning af agerhøns. Der er jagttid på agerhøns fra ca. midten af september til midten af oktober.